# Canabravinha
Canabravinha é um distrito do município brasileiro de Paramirim, no estado da Bahia.

## Topônimo
Canabravinha é o diminutivo de cana-brava, que é um dos nomes populares dados tanto à planta Gynerium sagittatum tanto à planta Arundo donax.

## História
A origem do povoado de Canabravinha, hoje sede do distrito de mesmo nome, remonta ao século XVIII, durante o ciclo do ouro no município de Paramirim.
Segundo informações presente em uma carta de Manoel Brasil de 1940, a tradicional festa de Nossa Senhora da Graça em Canabravinha teria começado em 1773.
No século XIX, formaram-se no atual território distrital outros dois povoados: Caraíbas e Pau-de-Colher.
Em 1909, foi criado, dentro do município de Paramirim, o distrito de Canabravinha, o qual foi extinto pelo Decreto estadual n.º 8 187, de 23 de setembro de 1932, sendo anexado ao distrito-sede de Paramirim. Canabravinha voltou à condição de distrito em 1938.

## Povoados
O distrito de Canabravinha tem três principais povoados: a sede do distrito (também Canabravinha), Caraíbas e Pau-de-Colher. Além desses, há outros povoados, de menor importância.